# Bryum anomodon
Bryum anomodon är en bladmossart som beskrevs av Montagne 1857. Bryum anomodon ingår i släktet bryummossor, och familjen Bryaceae. Inga underarter finns listade i Catalogue of Life.